# Medýn
Medýn (ruso: Меды́нь) es una ciudad rusa, capital del raión homónimo en la óblast de Kaluga.
En 2021, la ciudad tenía una población de 8200 habitantes. En su territorio no hay pedanías.
Se ubica unos 50 km al suroeste de Óbninsk, sobre la carretera A130 que lleva a Róslavl. Al sureste de Medýn sale la carretera 29K-008, que lleva a Kaluga pasando por Kóndrovo.

## Historia
Se conoce la existencia de la localidad en documentos desde 1386, cuando fue entregado por el principado de Smolensk al principado de Moscú. En 1389, al fallecer Dmitri Donskói, Medýn fue heredado por su hijo Andréi como parte de las tierras de Mozhaisk. El hijo de Andréi, Iván, entregó la localidad en 1448 al rey polaco Casimiro IV Jagellón a cambio de su apoyo para ser príncipe de Moscú; sin embargo, en 1454 fue recuperado el asentamiento por Basilio II de Moscú. A lo largo del siglo siguiente se desarrolló como una ciudad, pero en 1565 fue incluida por Iván el Terrible en la Opríchnina y quedó devastada, figurando a principios del siglo XVII como un pequeño pueblo.
En 1680, Teodoro III de Rusia entregó las tierras de Medýn al monasterio de la Nueva Jerusalén, que logró recuperar con el tiempo el asentamiento, hasta el punto de recuperar en 1777 el estatus de ciudad, capital de su propio uyezd, que desde 1796 quedó integrado en la gobernación de Kaluga. En 1812, las tropas de Lefebvre procedentes de la batalla de Maloyaroslávets fueron derrotadas en Medýn. En 1845 se abrió aquí una fábrica de cerillas y en 1865 una prisión. La Unión Soviética mantuvo su estatus de capital distrital en 1929, cuando se definieron los raiones de la Óblast Occidental.